# Alcis nigrolineata
Alcis nigrolineata là một loài bướm đêm trong họ Geometridae.